# The Mineralogical Record
"The Mineralogical Record" es una revista de mineralogía, publicada en Estados Unidos  por Mineralogical Record Inc. con una periodicidad de seis números al año, que totalizan aproximadamente unas 700 páginas. Publica, en inglés, artículos sobre mineralogía topográfica, incluyendo localidades de todo el mundo. También publica crónicas sobre las principales ferias de minerales, y de forma ocasional, artículos sobre historia de la mineralogía y sobre museos y colecciones de minerales. Además de los números periódicos, incluye ocasionalmente números suplementarios, distribuidos sin coste adicional a los suscriptores, sobre colecciones de minerales de zonas geográficas concretas. Mineralogical Record Inc. es una organización sin ánimo de lucro. La publicación de la revista se mantiene por el pago de suscripciones, publicidad, edición y venta de libros y mediante donaciones. 

## Historia
The Mineralogical Record  comenzó a publicarse en 1970, por iniciativa de John S. White, conservador en el departamento de Mineralogía del Instituto Smithsoniano  (Smithsonian Institution), con la pretensión de llenar el hueco entre las revistas de mineralogía científica (que en esa época empezaba a parecerse más  a la física y química del estado sólido que a la mineralogía descriptiva convencional) y las revistas puramente de aficionados. El primer año se publicaron solamente cuatro números, sin fotografías en color, contando con el apoyo económico de Arthur Montgomery. En el número 2 de 1976 se incorporó como editor Wendell E. Wilson, que se mantiene como tal en la actualidad. 
Esta revista está considerada entre las mejores del mundo, tanto por la calidad científica de sus contenidos como por el astpecto formal, que incluye la calidad de las fotografías y de su reproducción. La labor de la revista The Mineralogical Record en la promoción y difusión de la mineralogía ha sido reconocida dándole a un mineral el nombre de minrecordita. El papel de su editor, Wendel E. Wilson, se ha reconocido dándole a otro mineral el nombre de wendwilsonita. En 1994 ganó el premio Carnegie de mineralogía, siendo la única vez que se ha concedido a una revista.

## Algunos artículos notables
The Mineralogical Record tiene en principio un enfoque global, publicando artículos sobre yacimientos de todo el mundo. Sin embargo, al ser una revista de mineralogía topográfica, la preferencia de los autores que envían sus artículos para publicar en ella se inclina por las localidades más próximas, Estados Unidos y México. Sobre este segundo país ha publicado hasta el momento ocho números monográficos. Entre los números monográficos y artículos sobre localidades de países de habla hispana, merecen destacarseː 

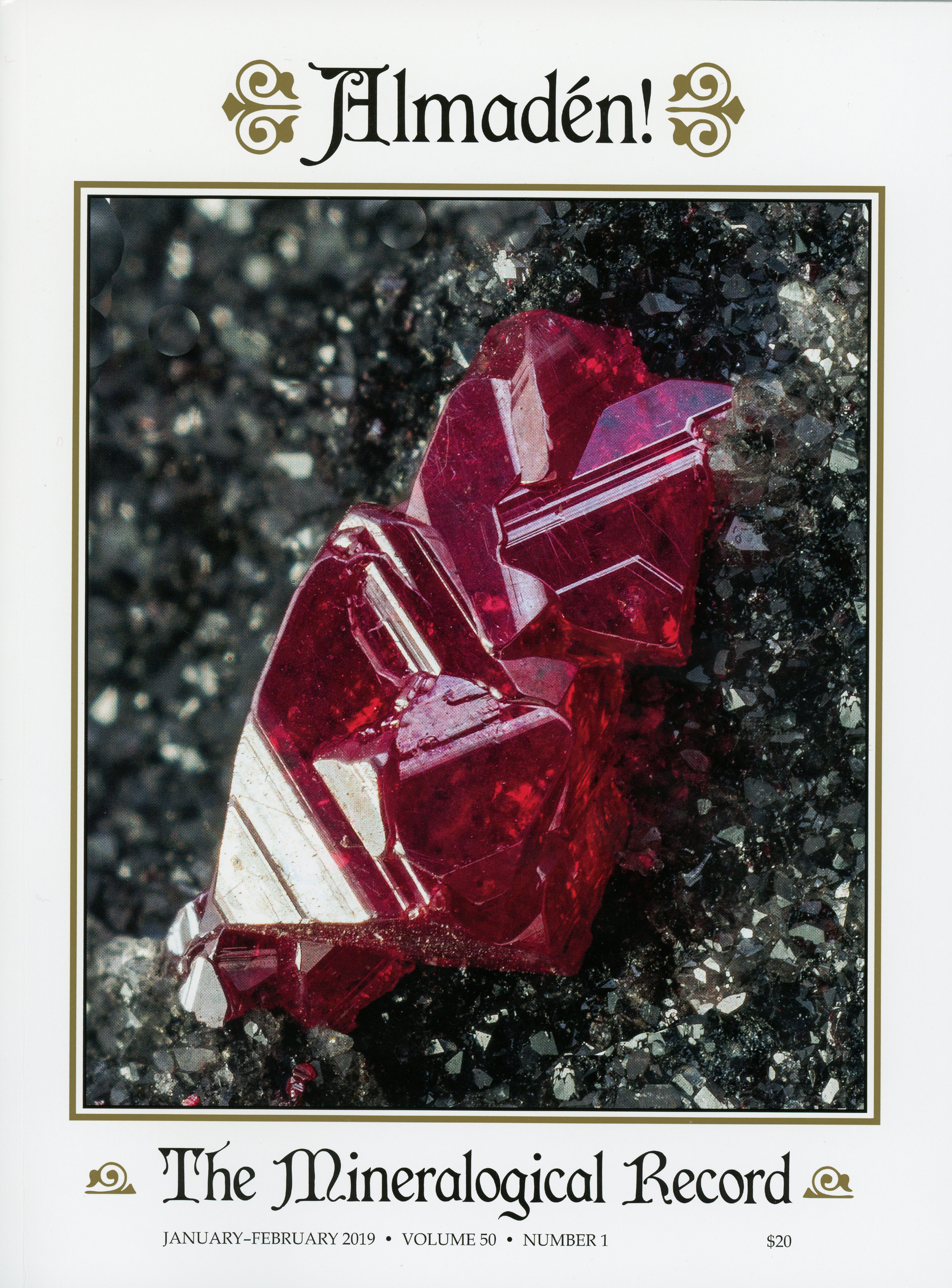
Cubierta del número de The Mineralogical Record de enero-febrero de 2019, que contiene un extenso artículo sobre Almadén

- The Ojuela Mine, Mapimi, Durango, México.[6]
- Famous mineral localitiesː The Erupción/Ahumada Mine, Los Lamentos District, Chihuahua, México.[7]
- The Miguel Romero collection of mexican minerals.[8]
- The Santa Eulalia mining district, Chihuahua, México.[9]
- The Emerald mines of Colombia.[10]
- The Conil sulphur mine, Cádiz province, Andalusia, Spain[11]
- The Almaden mining district, Ciudad Real, Spain.[12]
- Mines and minerals of Perú.[13]